# Kangpenqing
Kangpenqing – szczyt w Himalajach. Leży w Chinach, blisko granicy z Nepalem. Jest to 90 szczyt Ziemi.
Pierwsze i jak dotąd jedyne wejście miało miejsce w 1982 r.